# Mr Sowerberry
Mr Sowerberry est un personnage de l'œuvre de Charles Dickens, Oliver Twist. C'est un vieil entrepreneur de pompes funèbres, à qui Oliver est vendu comme apprenti, et véritablement le premier adulte à éprouver de la compassion pour lui. Trouvant que le visage de ce dernier avait toujours un air de profonde mélancolie, il en fera un croque-mort pour enfants.
Dans l'adaptation cinématographique d’Oliver Twist de Roman Polanski, en 2005, Michael Heath interprète Mr Sowerberry.